# بهارسوسک‌ریختان
بهارسوسک‌ریختان (نام علمی: Elateriformia) نام یک series از زیرراسته سوسک‌های همه‌چیزخوار است.